# Erioptera (Mesocyphona) apicinigra
Erioptera (Mesocyphona) apicinigra is een tweevleugelige uit de familie steltmuggen (Limoniidae). De soort komt voor in het Neotropisch gebied.